# 4-Acetoksy-N,N-dimetylotryptamina
4-Acetoksy-N,N-dimetylotryptamina – psychodeliczna substancja psychoaktywna z rodziny tryptamin. Acetylopochodna psylocyny, psychoaktywnej substancji zawartej w grzybach psylocybinowych. Dawkowanie 4-AcO-DMT zawiera się w przedziale 10–30 mg, a czas działania wynosi 4 do 7 godzin. 4-AcO-DMT w organizmie jest szybko metabolizowane do psylocyny.